# Пулодов Рістам
Рістам Пулодов (20 серпня 1931, кишлак Рівак, тепер Шугнанського району, Горно-Бадахшанська автономна область, Таджикистан — ?) — радянський діяч, бригадир штукатурів пересувної механізованої колони № 148 міста Хорог Горно-Бадахшанської автономної області Таджицької РСР. Член ЦК КПРС у 1990—1991 роках.

## Життєпис
У 1950 році закінчив сім класів середньої школи.
У 1950—1952 роках — поштар у місті Хорог Горно-Бадахшанської автономної області.
З 1952 по 1955 рік служив у Радянській армії.
У 1955—1957 роках — агент пошти міста Хорог Горно-Бадахшанської автономної області.
У 1957—1971 роках — штукатур, бригадир штукатурів Памірського будівельного управління Горно-Бадахшанської автономної області Таджицької РСР.
Член КПРС з 1968 року.
З 1971 року — бригадир штукатурів пересувної механізованої колони № 148 міста Хорог Горно-Бадахшанської автономної області Таджицької РСР.
Подальша доля невідома.

## Нагороди і відзнаки
- Заслужений будівельник Таджицької РСР